# Гурко, Александр Олегович
Александр Олегович Гурко (род. 15 февраля 1969 года, Москва, СССР) — российский предприниматель. Президент Федерального сетевого оператора в сфере навигационной деятельности Некоммерческого партнерства «Содействие развитию и использованию навигационных технологий» (НП «ГЛОНАСС»), Член Совета при Президенте Российской федерации по модернизации экономики и инновационному развитию, заместитель Председателя Совета Ассоциации ГЛОНАСС/ГНСС Форум.
Распоряжением Правительства Российской Федерации № 1597-р от 27.07.16 «О поощрении Правительством Российской Федерации» Гурко Александру Олеговичу, внёсшему наибольший вклад в достижение стратегических целей проекта с 2009 года объявлена благодарность Правительства Российской Федерации за большой вклад в реализацию проекта создания Государственной автоматизированной информационной системы «ЭРА-ГЛОНАСС».

## Биография
В 1994 году окончил Московский авиационный институт (МАИ), факультет космонавтики и летательных аппаратов.
В 1996 г. получил второе высшее образование в Высшей школе экономики при правительстве РФ по специальности «Финансовый менеджмент».
В 1999 г. получил степень МВА по программе «Магистр делового администрирования», специализация «Стратегическое управление», в Институте бизнеса и делового администрирования (IBS) Академии народного хозяйства при Правительстве РФ.
В 1994—1997 гг. работал на руководящих должностях в области финансов в различных коммерческих структурах.
В 1997—2000 гг. занимал должность финансового директора компании «Регионтранк» и компании «Социнтех-Комлог».
С 2001 г. — генеральный директор ЗАО «Технологии Иридиум».
C 2004 г. — основал и возглавил группу компаний ООО «М2М телематика» (системы навигации, мониторинга и управления транспортом, коммерциализация ГЛОНАСС), создал профессиональную команду разработчиков программных средств и навигационной аппаратуры.
с 2006 г. — начал формировать партнерскую сеть на основе своей бизнес-модели M2M-BusinessSolution
В 2007 г. выступил инициатором создания некоммерческой организации «Ассоциация разработчиков, производителей и потребителей оборудования и приложений на основе глобальных навигационных спутниковых систем „ГЛОНАСС/ГНСС-Форум“». Назначен исполнительным директором, затем Заместителем Председателя Совета Ассоциации. Запустил серийное производство оборудования ГЛОНАСС
В 2009 году назначен генеральным директором ОАО «Навигационно-информационные системы» (НИС ГЛОНАСС). (Постановление Правительства РФ от 11 июля 2009 года № 549)
В 2012 году избран членом Совета при Президенте Российской федерации по модернизации экономики и инновационному развитию России.
В 2012 году назначен президентом НП «ГЛОНАСС» Федерального сетевого оператора в сфере навигационной деятельности (от 25.05.2012 № 522 «О координации работ и оказании услуг в сфере навигационной деятельности») и единственного исполнителя работ по реализации проекта создания и внедрения системы экстренного реагирования при авария «Эра-глонасс» (в соответствии с решением президента и распоряжением Правительства РФ от 18.09.2012 № 1732-р)
В 2015 году по указу президента Российской Федерации было создано АО «ГЛОНАСС» .Генеральным директором компании был назначен Андрей Недосеков. Александр Гурко вошел в Совет директоров АО «ГЛОНАСС», является председателем комитета по стратегии и инвестициям при Совете директоров АО «ГЛОНАСС».
Реализованные проекты под руководством Александра Гурко
- 2009—2015 годы: была создана государственная система экстренного реагирования при авариях «ЭРА-ГЛОНАСС»[8]; Проект «ЭРА-ГЛОНАСС» был одним из 30 стартапов, одобренных Комиссией при Президенте РФ по модернизации и технологическому развитию экономики России в 2009 году.[9]
- 2009—2012 годы: создание Логистического транспортного центра для Олимпиады-2014, которая прошла в г. Сочи;
- 2011—2012 годы: создание Единой системы управления наземным городским транспортом Московской агломерации (в рамках проекта ИТС-Москва);
- 2009—2012 годы: была разработана система мониторинга транспорта для МВД России, МЧС России, «Почты России», и др.);
- 2007—2012 годы: была разработана линейка навигационных модулей ГЛОНАСС/GPS «Геос».